# Phoenixauchenia tehuelcha
Phoenixauchenia tehuelcha és una espècie de mamífer extint de la família dels macrauquènids, dins l'ordre dels litopterns. Visqué a Sud-amèrica durant el Plistocè.